# Elida (New Mexico)
Elida is een plaats (town) in de Amerikaanse staat New Mexico, en valt bestuurlijk gezien onder Roosevelt County.

## Demografie
Bij de volkstelling in 2000 werd het aantal inwoners vastgesteld op 183.
In 2006 is het aantal inwoners door het United States Census Bureau geschat op 177, een daling van 6 (-3,3%).

## Geografie
Volgens het United States Census Bureau beslaat de plaats een oppervlakte van
2,1 km², geheel bestaande uit land. Elida ligt op ongeveer 1368 m boven zeeniveau.

## Plaatsen in de nabije omgeving
De onderstaande figuur toont nabijgelegen plaatsen in een straal van 52 km rond Elida.